# 太平洋ナショナルスタッド
太平洋ナショナルスタッド（たいへいようナショナルスタッド）とは、北海道新冠郡新冠町大狩部にある種牡馬の繋養を行う牧場である。代表者は田村義徳。

## 主な繋養種牡馬
- ストーミーシー（2021年 - ）
- ソルテ（2021年 -）

### 過去の繋養馬
- アメリカンボス（日高軽種馬農協門別種馬場より、2007年 - 2018年）
- アウトランセイコー
- アンシエントタイム[2]
- アドマイヤレオン（2008年 - 2013年）
- アポインテッドデイ（2012年 - 2014年）
- ヴェリーハード（2016年 - 2020年）
- オカノヒリュウ[2]
- カゼノグッドボーイ（2015年 - 2019年）
- カフェラピード（2019年 -）
- グレートデンヒル（2004年 - 2006年）
- コウザンハヤヒデ[2]
- サクライットー[2]
- サクラガイセン（? - 1995年、用途変更）
- サクラスパート[3]
- スマノヒット[2]
- セントジョーンズ
- セントシーザー[4]
- ダイタクリーヴァ（小林孝幸牧場より、2014年 - ）
- ディープサイレンス（2008年 - 2014年）
- ナイキアディライト（2011年 - 2021年[5]）
- ナイスベンゲル（レックススタッドより、2008年 - ）
- ノーザンアドヴェンチャー
- ハープアイル
- ヒットオーエンス[2]
- ブライアンズロマン（2004年 - 2007年、用途変更）
- マダング
- マルセンガバナー[2]
- ミスターアダムス[6]
- モーストリヘロー[2]
- ロイヤルニジンスキー